# Kazimierz Darowicki
Kazimierz Darowicki (ur. 29 sierpnia 1955 w Gdańsku) – polski elektrochemik, profesor nauk inżynieryjno-technicznych w dyscyplinie inżynieria chemiczna, specjalizujący się inżynierii korozyjnej.

## Życiorys
W 1981 r. ukończył studia na Wydziale Chemicznym Politechniki Gdańskiej i rozpoczął pracę naukową na tej uczelni. W 1991 r. uzyskał stopień doktora nauk chemicznych. Tematem jego rozprawy doktorskiej była Symulacyjna i korelacyjna analiza widm immitancyjnych inhibitowanej reakcji elektrodowej (promotor: Józef Kubicki). W 1996 roku, na podstawie pracy Wpływ amplitudy sygnału pobudzającego na immitancję procesu elektrodowego, uzyskał stopień doktora habilitowanego, a tytuł profesora nauk technicznych otrzymał w 1999 r.
Od roku 2024 jest członkiem Komitetu Inżynierii Chemicznej i Procesowej PAN. Członek Zarządu Gdańskiego Towarzystwa Naukowego. 
Od 1996 r. pełni funkcję kierownika utworzonej przez siebie Katedry Elektrochemii, Korozji i Inżynierii Materiałowej Wydziału Chemicznego Politechniki Gdańskiej. Organizator kierunku studiów „Korozja” Pełni funkcję kierownika Studium Podyplomowego „Zabezpieczenie Przeciwkorozyjne”. Organizator Centrum Technologii Wodorowych PG i Szkoły Doktorskiej Wdrożeniowej. Organizator certyfikowanych kursów specjalistycznych „Inspektor powłok organicznych” z aprobatą DNV, „Inspektor ochrony katodowej” z uznaniem UDT. 
Specjalista z zakresu inżynierii korozyjnej. Autor ponad 260 publikacji naukowych skatalogowanych w bazie Scopus. Twórca nowej techniki pomiarowej: dynamicznej elektrochemicznej spektroskopii impedancyjnej. Specjalizuje się w analizie czasowo-częstotliwościowej procesów elektrochemicznych i korozyjnych oraz w analizie szumów elektrochemicznych. Promotor 25 prac doktorskich.  Współautor manuskryptów: 
- „Charakterystyka chemiczna żywic i rozpuszczalników do farb oraz powłok ochronnych”, Wydawnictwo  Politechniki Gdańskiej 2011, ISBN 8373483438, 9788373483439

- „Ochrona katodowa konstrukcji metalowych podziemnych i podwodnych”, Wydawnictwo Politechniki Gdańskiej 2011, ISBN 8373483667, 9788373483668

- „Podstawowe procedury pomiarowe w ochronie katodowej”, Wydawnictwo Politechniki Gdańskiej 2021, ISBN: 978-83-7348-811-3

- „Powłoki malarskie w ochronie przeciwkorozyjnej, zasady stosowania i kontrola jakości”, Wydawnictwo Politechniki Gdańskiej 2023, ISBN: 978-83-7348-880-9

- „Ochrona katodowa”. Wydawnictwo Politechniki Gdańskiej 2011, ISBN: 978-83-7348-362-0

- „Cathodic and Anodic Protection, Materials Science and Technology: A Comprehensive Treatment, Volume 1-2,

        Pages 384 – 470 April 21, Wiley 2008, doi.org/10.1002/9783527619306.ch8
Realizator około 500 prac badawczych, ekspertyz naukowych i wdrożeń dla różnych jednostek gospodarczych krajowych i zagranicznych z zakresu monitorowania korozyjnego, ochrony katodowej i powłok organicznych. Za działalność naukowo-wdrożeniową uzyskał w roku 2023 Nagrodę Ministra Nauki i Szkolnictwa Wyższego. Ważniejsze dokonania wsparte rekomendacjami to: 
- ochrona przed korozją instalacji odsiarczania spalin Elektrowni Bełchatów, Elektrownia Bełchatów S.A.

- wdrożenie systemu monitorowania wody użytkowej Miasta Gdańska, Saur Neptun Gdańsk
- prace antykorozyjne i analiza RBI instalacji rafineryjnych, LOTOS S.A., ORLEN S.A.
- ochrona katodowa wież wydobywczych, Petrobaltic S.A.
- system cyfrowy korozyjnego monitorowania instalacji petrochemicznych, PKN ORLEN S.A.
- analiza korozyjna obiektów portowych, Przedsiębiorstwo Przeładunku Paliw Płynnych, NAFTOPORT.
- algorytm sterowania i sterownik hybrydowych systemów ogniw paliwowych, Deutsches Zentrum fur Luft -und Raumfahrt (DLR), Zentrum für Sonnenenergie- und Wasserstoff-Forschung Baden-Württemberg (ZSW)
- analiza korozyjna i zabezpieczenia instalacji i obiektów Zakładu Wzbogacania Rudy, KGHM Polska Miedź S.A.

Srebrny medal na targach iENA 2022 w Norymberdze oraz Nagroda Główna GRAND PRIX i medal platynowy na XV Międzynarodowych Targach Wynalazczości i Innowacji INTARG®2022 za opracowanie i wdrożenia sensora do oceny szybkości korozji ogólnej i wodorowej. 

## Odznaczenia i wyróżnienia
- 2016 – Nagroda Naukowa Miasta Gdańska im. Jana Heweliusza w kategorii nauk przyrodniczych i ścisłych[14]
- 2016 – Medal Ignacego Mościckiego[15]
- 2018 – Nagroda „Primum Cooperatio” przyznawana przez organizację Pracodawcy Pomorza[16]
- 2019 – Nagroda Ministra Nauki i Szkolnictwa Wyższego za osiągnięcia w działalności dydaktycznej[17]
- 2020 – Krzyż Kawalerski Orderu Odrodzenia Polski[18]
- 2021 – Medal Jana Zawidzkiego[19]
- 2021 – Osobowość Politechniki Gdańskiej[20]
- 2024 – Medal św. Wojciecha[21]